# 全国名中医
全国名中医是由国家卫生健康委员会和国家中医药管理局授予的荣誉称号。评选范围是全国卫生健康和中医药医疗、教育、科研等机构中从事中医药工作的人员。2017年评选首届。